# Bakaye Dibassy
Bakaye Dibassy (ur. 11 sierpnia 1989 w Paryżu) – malijski piłkarz francuskiego pochodzenia grający na pozycji środkowego obrońcy. W sezonie 2021 występuje w klubie Minnesota United FC.